# 伊莎貝爾·德沙里埃
伊莎贝尔·德沙里埃（法語： [də ʃaʁjɛʁ]；1740年10月20日—1805年12月27日），在荷蘭人稱貝爾·范澤伊倫（荷蘭語：Belle van Zuylen），本名伊莎貝拉·阿赫内塔·伊麗莎白·范特伊爾·范塞羅斯克爾肯，荷蘭裔瑞士启蒙运动作家，后半生在科隆比尔生活。尽管德沙里埃写过小冊子、音乐和戏剧，但現今德沙里埃以她的信件和小说而闻名。对那个时代的社会和政治有着浓厚的兴趣，她在法国大革命时期的作品尤其引人注目。

## 備注
1. ↑  已婚名
2. ↑  荷蘭語：